# Čeljusnici
Čeljusnici (Mandibulata), ime za člankonošce (arthropoda) s čeljustima (mandibula), dodacima koji se nalaze u blizini usta a namjena im je za držanje i kidanje hrane. U čeljusnike pripadaju podkoljena rakovi ili Crustacea, Hexapoda i Myriapoda.
Čeljusnici s trorežnjacima (Trilobita), kliještarima (Chelicerata) čine tri osnovne skupine člankonožaca.